# Manicheizm
Manicheizm – prąd religijno-filozoficzny stworzony w III wieku n.e. przez Babilończyka Maniego (Manesa). Był syntezą staroirańskiego zoroastryzmu, buddyzmu i chrześcijaństwa. Pod względem filozoficznym manicheizm był jedną z odmian gnostycyzmu i wschodniego panteizmu. Dwa podstawowe elementy systemu filozoficzno-religijnego manicheizmu to dualizm i podkreślanie poznania w procesie wyzwalania się spod wpływu zła. Manicheizm objął swoim zasięgiem znaczne obszary Azji, północnej Afryki i Europy.

## Nauczanie

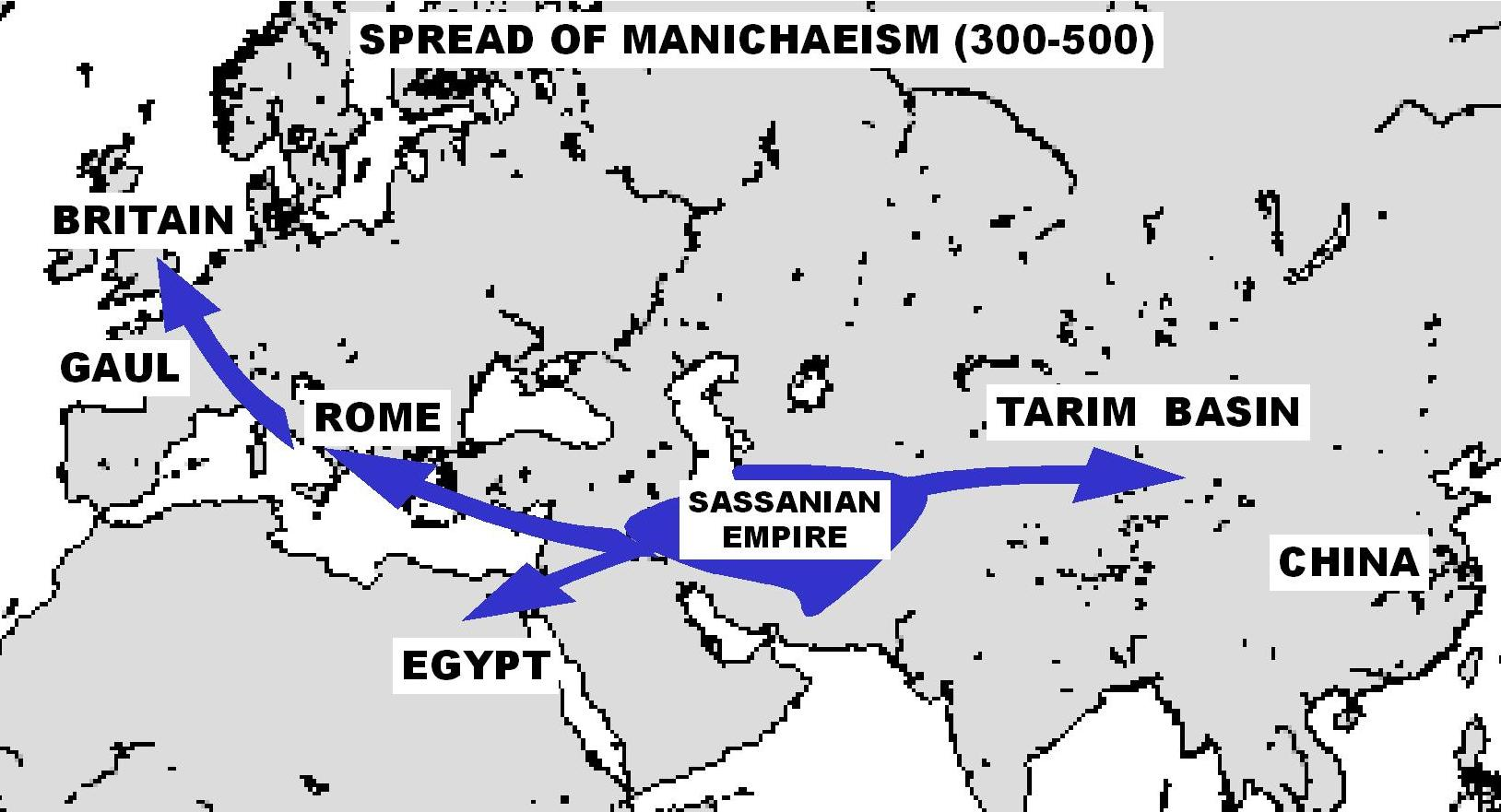
Rozprzestrzenianie się manicheizmu (300–500 n.e.)

Podobnie do staroirańskiego zoroastryzmu i irańskiej myśli religijnej podstawowym elementem manicheizmu jest dualizm. Zakłada on, że na świecie toczy się walka między dwoma przeciwstawnymi pierwiastkami: światłem (dobrem) i ciemnością (złem). Przejawem zła ma być materia, a walka między dobrem i złem toczy się w każdym człowieku. Mani uczył, że dla zwycięstwa dobra nad złem trzeba prowadzić ascetyczny tryb życia; na tym też polegała główna rozbieżność między jego nauką a zoroastryzmem. Część z jego uczniów (oraz Tacjana Syryjczyka) nazywana była abstynentami, czego powodem była wstrzemięźliwość narzucana przez przywódcę na „wybranych”.
Historia kosmosu ma dzielić się na trzy etapy: przeszłość – złoty wiek, gdy pierwiastki te współistniały odrębnie, teraźniejszość – gdy pierwiastki te są wymieszane i walczą o dominację w kosmosie oraz przyszłość, w której nastąpi oczyszczenie: rozdzielenie wyznawców światła i ciemności. Według manicheizmu człowiek ma dwie dusze: jedną związaną z dobrem i drugą związaną ze złem. Odpowiedź manicheizmu na jeden z centralnych dylematów  chrześcijaństwa jest radykalna: zło jest wszędzie i jest wieczne. Manicheizm dzieli w ten sposób z gnostycyzmem sporą część doktryny, także wspomniany pesymizm postrzegania świata. Doktrynę Maniego ilustruje bogata kosmogoniczna i antropogeniczna mitologia, której przykładem jest mit powstania świata, opisujący walkę między Dobrym Bogiem (wraz z pięcioma eonami, którymi emanował: rozumu, intelektu, postu, poznania i myśli) i Złym Bogiem, Demiurgiem, twórcą materialnych rzeczy, w wyniku której powstają Adam i Ewa. Mitologia manicheizmu czerpie z wielu tradycji , przemawiających do ludzi różnych kultur.
Dzieje świata według manichejczyków polegały na ciągłym uwalnianiu duszy z ciemności ku światłości (dusza przebywała w ciemności), natomiast grzechem był każdy kontakt z materią. Również prokreacja była uważana za złą, ponieważ w wyniku poczęcia dziecko, istniejące dotąd jako eon, musiałoby przyjąć powłokę cielesną, a materia była zła. Manichejczycy nie uznawali krzyża za symbol oddania i cierpienia Jezusa za zbawienie ludzi, lecz za symbol krzywdy i zepsucia ludzkiego, jako że jest to materialne narzędzie.
Drogą wyzwolenia spod wpływu zła dla manicheizmu ma być poznanie. Zbawienie może być osiągnięte nie tylko dzięki wierze i moralności, ale przede wszystkim dzięki własnemu rozumowi. Rezultatem zdobywania wiedzy o sobie i Bogu ma być zrozumienie własnej natury, świata i przeznaczenia, przeszłość, teraźniejszość i przyszłość. Ten aspekt manicheizmu zbliża go do gnostycyzmu, czyniąc go mieszaniną systemu religijnego i filozoficzno-naukowego.
Początkującym adeptem (373–382), a po przejściu na chrześcijaństwo zdecydowanym oponentem manicheizmu był Augustyn z Hippony. Do przyłączenia się do ruchu miał zadecydować racjonalny charakter manicheizmu, który szukał odpowiedzi na przyczynę zła w świecie, rozumianego  przede wszystkim jako pożądliwość w człowieku. Ostatecznie Augustyn, rozczarowany filozofią manicheizmu, w Księdze Dziewiątej Wyznań wyraził sprzeciw wobec niektórych aspektów wiary manichejczyków, takich jak niechęć do praktykowania sakramentów ze względu na zawartość komponentu materialnego:

Z jak gwałtownym i ostrym bólem to oburzałem się na manichejczyków, to znów litowałem się nad nimi – że owych sakramentów, owych lekarstw nie znają i jak niezdrowi na umyśle występują przeciw temu, co mogłoby uczynić ich zdrowymi!

## Ekspansja
W odróżnieniu od innych nurtów gnostycyzmu manicheizm miał ambicję religii uniwersalnej, nie religii zarezerwowanej jedynie dla wtajemniczonych. Mani prowadził działalność misyjną. Po próbach zdobycia wyznawców wśród buddystów w południowo-wschodnim Iranie, Mani powrócił do Persji, gdzie pod przychylnym okiem Szapura I, władcy państwa perskiego, zdobywał swoich wyznawców w Persji. Przewodzona przez Maniego religia manichejska zaczęła zdobywać wyznawców także poza granicami imperium. Po blisko ćwierćwieczu zmienił się stosunek władz do manicheizmu, głównie ze względu na konflikty z hierarchami oficjalnej religii – zoroastryzmu. Z ich inicjatywy około 276 roku Mani został stracony. Manichejczycy byli w Cesarstwie Rzymskim zwalczani zarówno przez władzę, jak i jeszcze silniej przez chrześcijańską ortodoksję. Również muzułmanie nie tolerowali ich, wyznaczając specjalne osoby do ich ścigania.
Manicheizm najbardziej trwale zakorzenił się we wschodnim Turkiestanie (w roku 1000 tam istniały najsilniejsze wspólnoty), był też w średniowieczu przez krótki okres oficjalną religią państwa Ujgurów, a w Chinach przetrwał do XIV wieku (wyznawców manicheizmu spotkał tam Marco Polo).